# Ja, so ist das mit der Liebe
Ja, so ist das mit der Liebe ist eine österreichische Filmkomödie von Franz Antel aus dem Jahr 1955. Im Fernsehen lief der Film auch unter dem Titel Das Ehesanatorium.

## Handlung
Reporter Stefan Seidlitz soll den öffentlichkeitsscheuen Kreislaufspezialisten Professor Lebeau am Bahnhof abfangen, während Fotograf Fritz Keller ihn dort ablichten soll. Stefan verkleidet sich als Kofferträger, wird jedoch von der jungen Franziska für einen wirklichen Kofferträger gehalten. Stefan kann der schönen Frau ihren Wunsch, ihr die Koffer zum Taxi zu tragen, nicht abschlagen, und so verpasst er den Professor. Fritz hat die Fotos umsonst gemacht und muss dem Kofferträger, dessen Kleider sich Stefan geborgt hatte, am Ende auch die Bezahlung schuldig bleiben, da er kein Geld bei sich hat. Er gibt dem Träger seine Visitenkarte, während Stefan schon ungefragt zu Franziska ins Taxi gestiegen und fortgefahren ist. Als der Kofferträger wenig später in Fritz’ Wohnung erscheint, um sein Geld abzuholen, schlussfolgert Fritz’ Frau Rita, dass ihr Mann mit Franziska fortgefahren ist. Sie stürmt eifersüchtig die Dunkelkammer, in der Fritz gerade die Fotos des Professors entwickelt, und zerstört die Bilder damit. Wenig später erscheint Stefan und klärt das Missverständnis auf. Da der Verlag die Bilder des Professors in zwei Stunden haben will, verkleidet Stefan Fritz als Professor und lichtet ihn ab. Der Schwindel bleibt unentdeckt.
Für die Zeitung des Kaub-Verlags stimmt Verlagsleiterin Hermine einer Reportagestrecke über das Ehesanatorium Grünwiese zu. Zahlreiche Paare konnten durch die Kur ihre Eheprobleme lösen, doch hat keines dieser Paare je etwas von den Methoden verraten dürfen. Es muss also ein Paar gefunden werden, das inkognito im Sanatorium Nachforschungen betreibt. Für den Auftrag werden 1500 Mark gezahlt und so bietet sich Stefan als Reporter an. Er gibt vor, verheiratet zu sein und plant, mit Fritz’ Frau Rita das Sanatorium zu besuchen. Daher gibt er auch vor, in Wirklichkeit „Keller“ zu heißen, während „Seidlitz“ nur sein Künstlername sei. Stefan erhält einen Vorschuss, doch hat Fritz mal wieder mit Rita Streit gehabt, woraufhin die mit ihrer Revue auf Tournee nach Stuttgart abgereist ist. Stefan schwindelt nun notgedrungen, dass er von seiner Ehefrau verlassen wurde. Dies erfährt neben Hermine auch Franziska – Hermines Tochter. Sie hat bereits Gedichte veröffentlicht und will sich nun als Journalistin beweisen. Sie bietet sich an, mit dem ihr unbekannten Journalisten Stefan als Ehepaar ins Sanatorium zu gehen und ihre Mutter stimmt zu. Da Franziska wegen ihrer Arbeit beurteilt werden will, nimmt sie den neuen Nachnamen „Rupp“ an. Sie ist irritiert, als sie in Stefan den Kofferträger vom Bahnhof wiedererkennt. Sie fangen einen ersten Streit an, aus dem sie schließlich ihr vorgebliches Eheproblem entwickeln: Sie hat reiche Eltern und will ihrem Mann alles finanzieren, während er arm ist, jedoch die Gaben der Familie seiner Frau nicht annehmen will.
Im Sanatorium angekommen, weist der Leiter Professor Thomas Eschenburg das Paar zunächst ab. Er selbst hatte einst wirklich das Problem, dass er eine Frau wegen ihres Reichtums verließ. Er konnte sich damals nicht helfen und glaubt nun, auch Stefan und Franziska keinen Rat geben zu können. Erst das Zureden seines Dieners Meisel lässt ihn beide als Patienten akzeptieren. Stefan und Franziska werden in unterschiedlichen Abteilungen untergebracht und dürfen sich nur ein Mal in der Woche sehen. Schnell wird das Behandlungskonzept deutlich: Tyrannische Ehemänner oder -frauen müssen im Sanatorium ihre schlechte Eigenschaft bewusst ausleben. Herr Lehmann zum Beispiel weigerte sich zum Ärger seiner Frau häufig, sich zu rasieren oder gepflegt aufzutreten. Ihm wird nun Rasierzeug und Kragen bewusst vorenthalten, bis er den dringlichen Wunsch verspürt, beides zu erhalten. Selbst dann jedoch muss er ohne bleiben, bis er sich innerlich gebessert hat. Stefan und Franziska verfassen heimlich Zeitungsartikel über die Frauen- bzw. Männerabteilung. Fritz wiederum verkleidet sich als Professor Lebeau und gibt vor, das Sanatorium besichtigen zu wollen. Er wird im Sanatorium einquartiert, leitet die Artikel von Stefan und Franziska an die Redaktion weiter und fotografiert heimlich die Patienten und Ärzte.
Der erste Artikel erscheint und im Sanatorium herrscht Aufruhr. Bei einer Einzelbefragung von Stefan und Franziska kurz zuvor hat Thomas Eschenburg bereits festgestellt, dass beide nicht miteinander verheiratet sein können, weil sie über die Hochzeitsreise und auch die Frage nach dem gemeinsamen Schlafzimmer vollkommen unterschiedlichen Angaben gemacht haben. Thomas Eschenburg ahnt, dass beide die Reporter sind, und quartiert sie nun bewusst zusammen in einem Pavillon ein. Hierhin zieht sich auch Fritz stets heimlich zurück, um seine Fotos zu entwickeln. Zu dritt nutzen sie die erste Nacht, um weitere Artikel zu schreiben. Thomas Eschenburg begibt sich unterdessen zur Redaktion des Verlages Kaub und trifft dort zu seinem Erstaunen auf Hermine Kaub, die Frau, die er damals verlassen hatte. Sie verspricht ihm, keine weiteren Artikel mehr über das Sanatorium zu veröffentlichen. Als sie jedoch hört, dass ihre Tochter mit Stefan in einen Pavillon eingeschlossen wurde, eilt sie mit Thomas Eschenburg zum Sanatorium. Hier ist einerseits die eifersüchtige Rita Keller eingetroffen, die glaubt, dass ihr Mann sie mit Franziska betrügt. Beide wollen nun wirklich eine Paartherapie beginnen. Franziska und Stefan wiederum verlieben sich wirklich, erkennen aber schnell, dass sie tatsächlich in ihrer Beziehung das vorher nur konstruierte Problem haben werden: Franziska hat eine reiche Mutter und will, dass Stefan mit ihr in der Villa der Mutter lebt. Stefan wiederum verdient deutlich weniger und will sich von Franziska nicht aushalten lassen. Hermine und Thomas Eschenburg lösen schließlich dieses zukünftige Eheproblem, indem Hermine Franziska klarmacht, dass sie gar nicht die Absicht hat, ihre verheiratete Tochter mit Mann bei sich wohnen zu lassen. Stefan und Franziska versöhnen sich wieder. Am Ende beginnt die Therapie von Fritz und Rita. Weil sie immer eifersüchtig ist, lässt Thomas Eschenburg Fritz zuerst einmal mit einer schönen Patientin des Sanatoriums tanzen, um Rita wirklich Grund zur Eifersucht zu geben.

## Produktion
Ja, so ist das mit der Liebe ist eine Neuverfilmung der Filmkomödie Ehesanatorium aus dem Jahr 1938. Der 1954 in den Ateliers von Wien-Sievering und Wien-Schönbrunn gedrehte Film erlebte am 11. Februar 1955 in Freiburg seine Premiere. Österreichische Erstaufführung war am 25. Februar 1955 in Wien.
Die Filmbauten schuf Fritz Jüptner-Jonstorff, die Kostüme stammen von Franz Nezerka und Trude Vogl. Im Film ist das Lied Ja, so ist das mit der Liebe zu hören, das einmal Adrian Hoven und Gunther Philipp singen und das am Ende allein von Hans Moser gesungen wird.

## Kritik
Der filmdienst nannte Ja, so ist das mit der Liebe ein „unoriginelles Lustspiel, über dessen Geschmack sich streiten läßt“
Für Cinema war der Film „leidlich unterhaltsam“.